# Jacqueline Lamba
Jacqueline Lamba (Saint-Mandé, 17 de noviembre de 1910 - Rochecorbon, 20 de julio de 1993) fue una dibujante y pintora surrealista francesa.

## Biografía
Lamba nació en el suburbio parisino de Saint-Mandé, el 17 de noviembre de 1910 (al contrario de al menos una fuente, no era estadounidense). Su padre, José Lamba, murió en un accidente automovilístico en 1914, cuando Lamba tenía tres años, y su madre, Jane Pinon, murió de tuberculosis en 1927.El amor de Jacqueline Lamba por el arte comenzó cuando era una niña que crecía en París y con frecuencia visitaba el Louvre con su madre y su hermana.En el Palais Galliera, vio exposiciones de artes decorativas, telas impresas y papel pintado. Esto la deleitó y demostró ser decisiva en su formación como artista visual. 
La luz era muy importante para Jacqueline, como solía decir, “El objeto es solo una parte del espacio creado por la luz. El color es su elección no arbitraria en la transfiguración. La textura es la cristalización de esta elección. La línea no existe, ya es forma. La sombra no existe, ya es luz ”.
Durante los primeros años de vida de Lamba, y hasta la adolescencia, vistió pantalones, se cortó el pelo y se refirió a sí misma como "Jacko". Este apodo y este cambio en la apariencia parecían haber sido el resultado de la decepción de sus padres después de recibir una niña al nacer y no un niño.Lamba era muy leída y tenía opiniones muy educadas. Sin embargo, también tuvo un temperamento que le valió el apodo de "Día de la Bastilla". Jacqueline Lamba fue conocida por ser pintora y dibujante.

## Relación con André Breton
Mientras asistía a la Escuela Nacional Superior de las Artes Decorativas (Ecole des Arts Décoratifs), una universidad de arte, se unió al Partido Comunista Francés. Después de la muerte de su madre, Lamba se mudó a un "Hogar para mujeres jóvenes", dirigido por monjas, en la Rue de l'Abbaye. Durante este tiempo se mantuvo haciendo diseños decorativos para varios grandes almacenes. Después de graduarse de la Ecole des Arts Décoratifs, un primo le sugirió que leyera un libro de André Breton, el líder del surrealismo. Después de leer algunos de sus libros, ella declaró que: “Estaba asombrada, no era el surrealismo lo que me interesaba. Era lo que Breton decía, porque decía cosas que me afectaban, exactamente lo que estaba pensando, y no tenía dudas de que nos encontraríamos de una forma u otra".
En 1925, ingresó en la Escuela Nacional Superior de las Artes Decorativas en la que se graduó en 1929. Aquí conoció a su compañera surrealista Dora Maar, quien luego dijo que: "Estaba estrechamente vinculada a Jacqueline. Ella me preguntó, '¿dónde están esos famosos surrealistas?' y le conté sobre el Café de la Place Blanche". Luego, Lamba comenzó a frecuentar el café y, el 29 de mayo de 1934, conoció a Breton,quien ya la conocía después de verla por primera vez en una de sus actuaciones como bailarina desnuda bajo el agua en el Coliseo de la rue Rochechouart. Breton más tarde escribió sobre este encuentro en su libro titulado Mad Loveen el que describió a Lamba como una mujer "escandalosamente hermosa". Se casaron en una ceremonia conjunta con Paul Éluard y Nusch Éluard, tres meses después de la noche en el Café de la Place Blanche, y el escultor Alberto Giacometti fue su padrino. Ella continuaría apareciendo con frecuencia en la poesía bretona durante el resto de su relación.
Lamba y Breton eran buscados por los nazis y en Marsella se encontraron con Varian Fry. Llevando a la pequeña Aube en brazos se escaparon a través de los Pirineos buscando un paso seguro hacia América. En una carta que le escribió a Dora Maar en junio de 1940, después de que ella y Breton huyeran de la Francia de Vichy durante la ocupación nazi, le revela muchos datos sobre su vida. En ella escribe sobre tener que dejar a su hermana, Huguette, en París, también pregunta por sus otros amigos, Benjamin Péret y Remedios Varo, y le dice que viven en una pequeña cabaña de pescadores "de gran belleza empobrecida" en la playa de Martigues".
Tuvieron una hija, Aube Elléouët Breton llamada así por el amanecer. Se separó de Breton en 1943. A menudo se encontró eclipsada por su homólogo masculino. "Como la esposa de Breton", según el erudito Salomon Grimberg, "permaneció sin nombre y siempre se la denominó 'ella' o 'la mujer que inspiró' o 'la esposa de Breton".

## Exposiciones de arte y viajes
El 6 de septiembre de 1936, Lamba dejó su casa en París para ir a Ajaccio, Francia, dejando a Breton y su hija de ocho meses. También se marchó en otros momentos durante su matrimonio, pero siempre regresó para trabajar en su relación con Breton. En 1939, durante uno de los descansos que se tomó Jaqueline Lamba de Andre Breton, se aventuró a la playa de Midi en Cannes con Pablo Picasso y Dora Maar. Picasso dibujó a las dos mujeres en su trabajo Night Fish-ing in Antibes (1939).
Lamba participó en el Movimiento Surrealista entre 1934-1947.En 1943, Lamba fue incluida por Peggy Guggenheim en la The Exhibition by 31 Women en la galería Art of this Century en Nueva York.
Después de pasar siete meses en México, con Diego Rivera y Frida Kahlo, Lamba y Kahlo se hacen amigas. Ambas lucharon por sus propias identidades artísticas en medio de matrimonios turbulentos con hombres famosos. Kahlo captó la inquietud de sus amigos en la pintura de 1943 La novia asustada al ver la vida abierta: Lamba es representada como una pequeña muñeca entre una fruta más grande y abierta que se hace eco de las formas de los genitales masculinos y femeninos. Una cita de Lamba nos da una pequeña mirada a la vida doméstica de la famosa pareja Breton y Lamba con su hija, Aube. "Breton ganaba poco y recolectaba compulsivamente". Ella recuerda con acritud "años pasados sin dinero, rodeados de una colección invaluable".
Jacqueline Lamba tuvo su primera exposición individual en la ciudad de Nueva York en la Galería Norlyst en abril de 1944. Incluía once pinturas al óleo, seis papeles y su todavía surrealista corto "ars poetica".

## Relación con David Hare
Después de su separación de Breton, Lamba se casó con David Hare, un escultor estadounidense. 
A diferencia de Andre Breton, que se consideraba sordo, Jacqueline Lamba podía hablar inglés con fluidez. Se convirtió en la traductora principal de VVV, la revista que fundó Breton, y en una traductora para todos aquellos conectados a VVV. Fue durante su trabajo en VVV cuando conoció a David Hare, el editor de la revista. Dejó a Andre Breton por David Hare en 1942 y se mudó a Roxbury, Connecticut con él. Debido a una herencia, ambos podrían vivir cómodamente. Exhibieron arte juntos en el Museo de Arte Moderno de San Francisco, durante agosto y septiembre de 1946. Se tituló, "Pintura de Jacqueline Lamba y Escultura de David Hare"(Grimberg, p11) Juntos tuvieron un hijo, Meredith Merlin Hare. (Grimberg, p11) 
Debido al consumo de drogas de Hare y a que tuvo muchas novias, el matrimonio terminó en 1954. Jacqueline regresó a Francia. Hare continuó enviando dinero a Jacqueline todos los meses durante los siguientes 42 años. En 1955, Lamba se divorció de Hare y regresó a París.
Después de estar casada dos veces, Jacqueline compartió con una amiga que “había pintado surrealismo para complacer a los bretones y paisajes expresionistas para complacer a Hare, y ahora pintaba para ella misma”. Sus amigos notaron que sus trazos de pintura eran muy suaves, nada duros. Viviendo sola por elección, sus pinturas eran paisajes urbanos complejos, detallados y trascendentales al mismo tiempo y tardó meses en completarse.

## Final de vida
Durante los últimos cinco años de su vida, Lamba tuvo la enfermedad de Alzheimer. Hacia el final de su vida, Lamba sufrió un derrame cerebral. 
Finalmente le pidió a su hija e hijo que la trasladaran al campo en Rochecorbon, donde pasó sus últimos años. Sus hijos, Aube y Merlin cumplieron con su solicitud de trasladarla a una casa de retiro. Allí se instaló en un castillo francés del siglo XVIII y mientras estuvo allí, “hizo arte hasta que ya no pudo sostener un lápiz”. Su continuo interés por la luz se hace evidente en su lápida, “Jacqueline Lamba 1910-1993, “la noche del girasol” (Svododa).  